# برانکو کوستیچ
برانکو کوستیچ (انگلیسی: Branko Kostić؛ ۲۸ اوت ۱۹۳۹ – ۲۰ اوت ۲۰۲۰) سیاستمدار اهل مونته‌نگرو بود. وی از ۶ دسامبر ۱۹۹۱ تا ۱۵ ژوئن ۱۹۹۲ رئیس‌جمهور موقت یوگسلاوی بود.
برانکو کوستیچ در ۲۰ اوت ۲۰۲۰، در سن ۸۰ سالگی درگذشت.